# Marcel Boulestin
Pour les articles homonymes, voir Boulestin.
Marcel Boulestin, aussi appelé Xavier Marcel Boulestin, né le 13 avril 1877 à Poitiers et mort le 20 septembre 1943 dans le 16e arrondissement de Paris, est un chef de cuisine français et un écrivain, célèbre en Angleterre et aux États-Unis. Il est l'un de ceux ayant fait connaître la cuisine française dans le monde anglophone. Il a utilisé les pseudonymes Sidney Place et Hicksem.

## Biographie
Pierre Édouard Xavier Marcel Boulestin naît à Poitiers en 1877, fils de Jean François Xavier Boulestin, propriétaire, et Anne Irma Julia Bissey, son épouse, alors domiciliés à Saint-Aulaye en Dordogne.
Après avoir été le secrétaire de Willy, il quitte Paris pour Londres où il ouvre en 1926, avec son partenaire Alex Henry Adair, un restaurant français, Boulestin's, à Covent Garden, jugé l'un des meilleurs restaurants de Londres.  Il a publié ensuite de nombreux ouvrages et articles, en particulier sur Londres et la cuisine.
L'omelette de Boulestin est considérée comme le tout premier plat jamais cuisiné à la télévision, lors de l'émission Cook's Night Out (en) diffusée à la BBC en janvier 1937. Dans quatre autres épisodes, le chef explique la préparation du filet de sole Murat, de l'escalope de veau Choisy, d'une salade et des crêpes flambées,.
Marcel Boulestin meurt à Paris, en 1943. Son partenaire en affaires et dans la vie, Alec Henry Adair, retournera en Angleterre où il s'éteindra en 1956.

## Publications
- Le Pacte, dialogue, préface de Willy, Paris, Société libre des gens de lettres, 1899
- Max Beerbhom, L'Hypocrite sanctifié, trad. et étude par X.-Marcel Boulestin, 1905

- « Le socialisme dans l'Or du Rhin », 1910 (paru dans Revue musicale de la Société internationale de musique)
- « Le couronnement des rois d'Angleterre », mai 1911 (paru dans Revue musicale de la Société internationale de musique)
- « Le problématique avenir de l'opéra en Angleterre », mars 1911 (paru dans Revue musicale de la Société internationale de musique)
- Les Fréquentations de Maurice : mœurs de Londres, sous le nom de Sidney Place, [1911][6]
- « La Flûte enchantée à Cambridge », mars 1912 (paru dans Revue musicale de la Société internationale de musique)
- « Les post-elgariens ou la jeune école anglaise », janvier 1914 (paru dans Revue musicale de la Société internationale de musique)
- Dans les Flandres britanniques, 24 dessins de J.-E. Laboureur ; textes de X. M. Boulestin, Paris, Dorbon aîné, [s.d.]
- The New Keepsake for the Year 1921, edited by X.-M. Boulestin with plates selected by J.-E. Laboureur, London, X.-M. Boulestin ; Paris, C. Bloch libraire, 1920
- Subtle Seasoning : a little book of recipes, introduction by X. Marcel Boulestin, Worcester, Lea and Perrins, 1926
- Petits et Grands Plats ou le Trésor des amateurs de vraie cuisine, Suzanne Laboureur et X. M. Boulestin, ornements de J. E. Laboureur, Rueil, Impr. du Livre ; Paris, Au Sans Pareil, 1928
- À Londres, naguère..., Paris, A. Fayard, 1946, collection « C'était hier »

## Filmographie
- 1936 : A Famous Cook at Work, Arthur Elton, produit par la Gas Light and Coke Compagny[7],[8]